# Krigsministeren
Krigsministeren er en dansk dokumentarfilm fra 2010 med instruktion og manuskript af Kasper Torsting.

## Handling
"Hvis man havde vidst, hvad man gik ind til, havde det været nemmere at sige nej". Sådan siger Søren Gade om sit job som forsvarsminister. Et intimt og personligt portræt af Danmarks forsvarsminister.